# Zuid-Willemsvaart

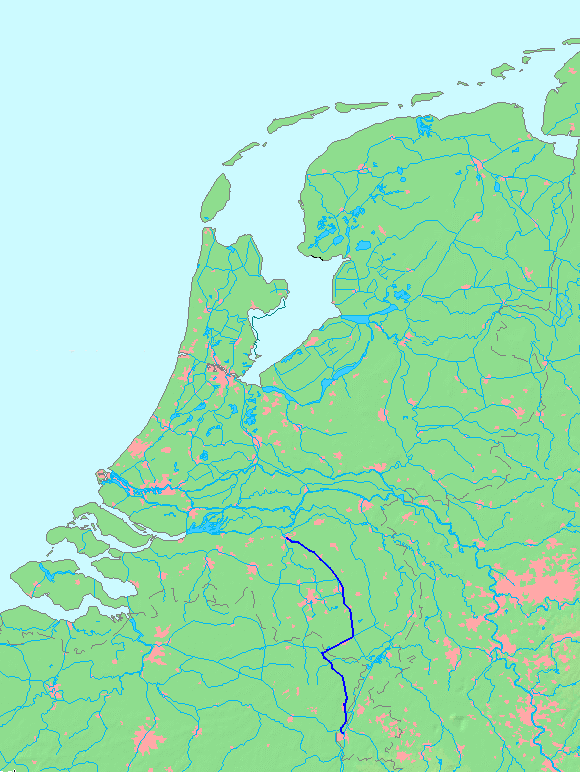
Verlauf des Kanals Zuid-Willemsvaart

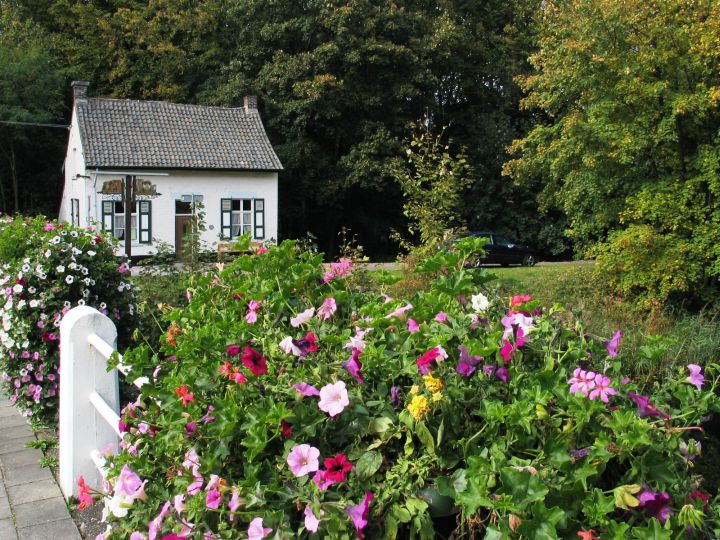
Brückenwärterhaus bei Lanklaar

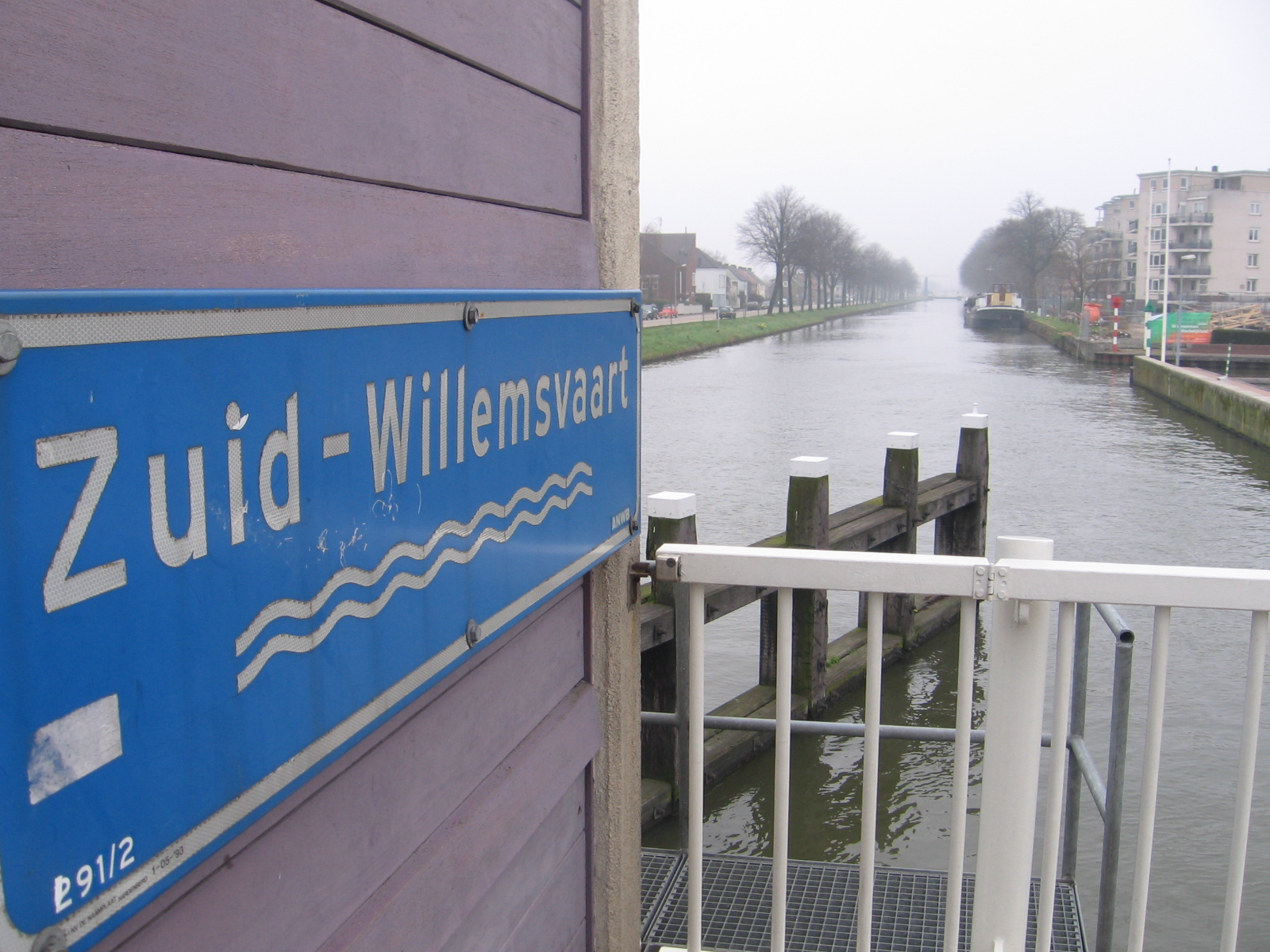
Brücke über die Zuid-Willemsvaart bei Weert

Die Zuid-Willemsvaart ist ein Schifffahrtskanal in den Niederlanden und Belgien. Er verbindet die Städte Maastricht, und ’s-Hertogenbosch und verkürzt damit die alternative Fahrstrecke über die Maas um ca. 50 km.

## Beschreibung
Der Kanal hat seinen Anfang in der niederländischen Provinz Limburg in der Stadt Maastricht. Dort zweigt er von der Maas über eine Schleuse ab, von wo aus auch die Wasserhaltung erfolgt. Sodann verläuft er durch die belgische Provinz Limburg und erreicht südlich der Gemeinde Weert wieder niederländisches Grundgebiet in der niederländischen Provinz Limburg. Der letzte Abschnitt des Kanals führt durch die Provinz Noord-Brabant. Bei Bocholt nimmt er den Kempener Kanal auf. Bei ’s-Hertogenbosch ist er angeschlossen an die Maas.
Die Länge des Kanals beträgt ungefähr 123 km. Er führt von Maastricht kommend durch die belgischen Städte und Gemeinden Smeermaas, Lanaken, Maasmechelen, Dilsen-Stokkem, Maaseik, Bree und Bocholt sowie Weert, Helmond, Beek en Donk, Veghel, Bernheze und Sint-Michielsgestel in den Niederlanden.
Technische Daten:
- Länge: 123 km (davon 79 km in den Niederlanden)
- Breite: 24 bis 48 m
- Tiefe: −3,00 bis −2,30 KP (Kanalpeil)
- 18 Schleusen zwischen Hertogenbosch und Maastricht

## Geschichte
Im Zuge militärischer Erwägungen beschloss schon Kaiser Napoleon, den Transport über Wasser in den Niederlanden und Belgien zu verbessern. Schon vor dem Bau der Zuid-Willemsvaart bestand eine Wasserverbindung zwischen Maastricht und ’s-Hertogenbosch, nämlich über die Maas. Diese verläuft jedoch in einer großen Kurve südlich von Nijmegen. Außerdem war sie nur fünf Monate im Jahr befahrbar und verfügte über mehrere Untiefen, an denen Schifffahrt nur je nach Wasserstand möglich war.
1822 beschloss König Wilhelm I. der Niederlande, welches zu diesem Zeitpunkt das heutige Belgien einschloss, einen Kanal zwischen Maastricht und ’s-Hertogenbosch bauen zu lassen, der den Namen Willemsvaart bekam. Da aber später auch ein Kanal mit Namen Willemsvaart (der heutige Noord-Willemskanaal) in der Provinz Drenthe angelegt wurde, fügte man das Wort Zuid (Süd) dem Namen an.
Mit dem Bau des Kanals wurde im Jahre 1823 begonnen; schon drei Jahre später war der Kanal vollendet.
Während seines 123 km langen Laufs bewältigt der Kanal einen Höhenunterschied von 40 Metern. Hierfür wurden 21 Schleusen angelegt. Die Kosten für den Bau des Kanals, der ohne größere technische Hilfsmittel mit der Hand gegraben wurde, betrugen 4,45 Millionen Gulden.
Der Teil des Kanals, der sich im Zentrum Maastrichts und südlich davon befand, wurde im Zuge des Baus des Maasboulevards in den sechziger Jahren des 19. Jahrhunderts zugeschüttet. Seitdem befindet sich der Anfang des Kanals nördlich des Stadtzentrums von Maastricht.